# Jungfrun i fågelhamn
Jungfrun i fågelhamn är en naturmytisk balladtyp som finns upptecknad i Sveriges Medeltida Ballader i en västgötsk variant från 1678 efter Ingierd Gunnarsdotter; melodiuppteckning saknas. Balladen klassificeras som SMB 4 och TSB A 16. 

## Handling
Herr Nils Lagesson försöker snara en hind i en skog, men en trollkärring förvandlar hinden till en hök, som sätter sig i en tall. Herr Nils vill låta hugga ned skogen för att komma åt höken, men hejdas av de bönder som äger skogen. De råder honom att i stället ge höken ett köttstycke. Herr Nils skär ut ett stycke ur sitt eget bröst, och kastar det upp mot höken. Höken flyger ned till en tuva, äter upp stycket, och förvandlas till en jungfru. Herr Nils friar till jungfrun, som berättar att hennes styvmoder förvandlat henne till hind, och alla hennes tjänstemör till vargar som dagligen jagat henne. Paret förenas.

## Paralleller på andra språk
Balladtypen finns i Danmarks gamle Folkevisor (DgF 56), färöiska (CCF 134) och norska.